# 노스텔지아 (1983년 영화)
《노스텔지아》(러시아어: Ностальгия, 이탈리아어: Nostalghia)는 1983년 개봉된 소련, 이탈리아의 드라마 영화이다. 안드레이 타르콥스키가 감독과 공동각본을 맡았다. 제36회 칸 영화제(1983)에서 로베르 브레송과 함께 감독상을 공동수상했다.

## 출연

### 주연
- 올레크 얀콥스키
- 얼랜드 조셉슨
- 도미치아나 조르다노

### 조연
- 파트리치아 테레노
- 라우라 데 마르키
- 델리아 보카르도
- 밀레나 부코티츠

## 기타
- 미술: 안드레아 크리산티
- 의상: 리나 넬리 타비아니